# Домашня короткошерста кішка

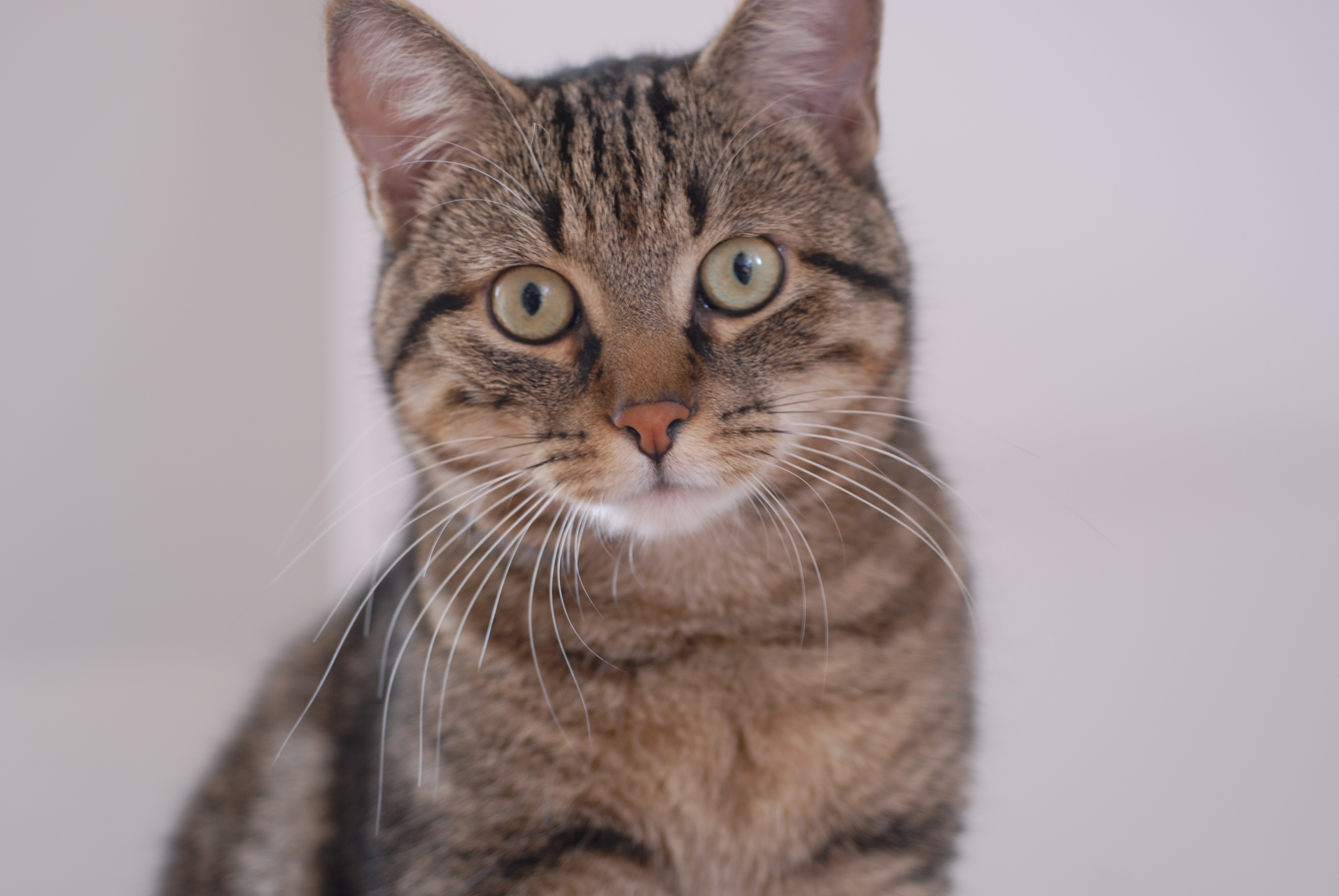
Короткошерста європейська кішка

Домашня короткошерста кішка (англ. Domestic shorthaired cat)  — тип домашньої кішки, яка має коротку шерсть. Короткошерсті кішки мають всі забарвлення: одноманітні, біколори, таксидо, ван, колорпоінт, таббі, черепахове, каліко. Короткошерстих порід кішок набагато більше ніж довгошерстих. За темпераментом активніші, рухливі, ніж довгошерсті і напівдовгошерсті.
Короткошерстих кішок умовно можна поділити на такі групи: короткошерсті середні й великі з міцною будовою, короткошерсті середні з міцною будовою, короткошерсті з витонченою статурою та кішки з відхиленнями в будові й структурі шерсті.

## Представники короткошерстних порід
- Абіссинська кішка
- Американський бобтейл
- Арабська мау
- Бенгальська
- Бомбейська (Бомбей)
- Британська короткошерста
- Єгипетська мау
- Сингапурська
- Сіамська
- Сноу-шу (Білоніжка)
- Тонкінська
- Шартрез (Картезіанська)